# 东比利牛斯省
东比利牛斯省（法語：Pyrénées-Orientales）是法國奧克西塔尼大區所轄的省份，東鄰地中海，南接加泰羅尼亞。該省編號為66。歷史上曾為加泰羅尼亞一部分。
INSEE和法国邮政为其分配了代码66。没有官方术语来指代东比利牛斯省的居民，通常被称为加泰罗尼亚人或者鲁西永人，尽管这些术语可能会混淆加泰罗尼亚和鲁西永地区。东比利牛斯省是法国大西南部和法国大东南部的一部分。

## 地理

### 位置
东比利牛斯省是奥克西塔尼大区的一部分。其边界包括东部的地中海、南部的西班牙（加泰罗尼亚、赫罗纳省）、北部的奥德省、西部的安道尔和阿列日省。
它是法国为数不多的几个允许居民和游客同时能享受山脉和海洋的省（与埃罗省、瓦尔省、滨海阿尔卑斯省、大西洋比利牛斯省、奥德省和科西嘉一起）。
利维亚是被东比利牛斯省包围的西班牙飞地。

### 地质和地形
该省的大部分位于比利牛斯山脉的东端。

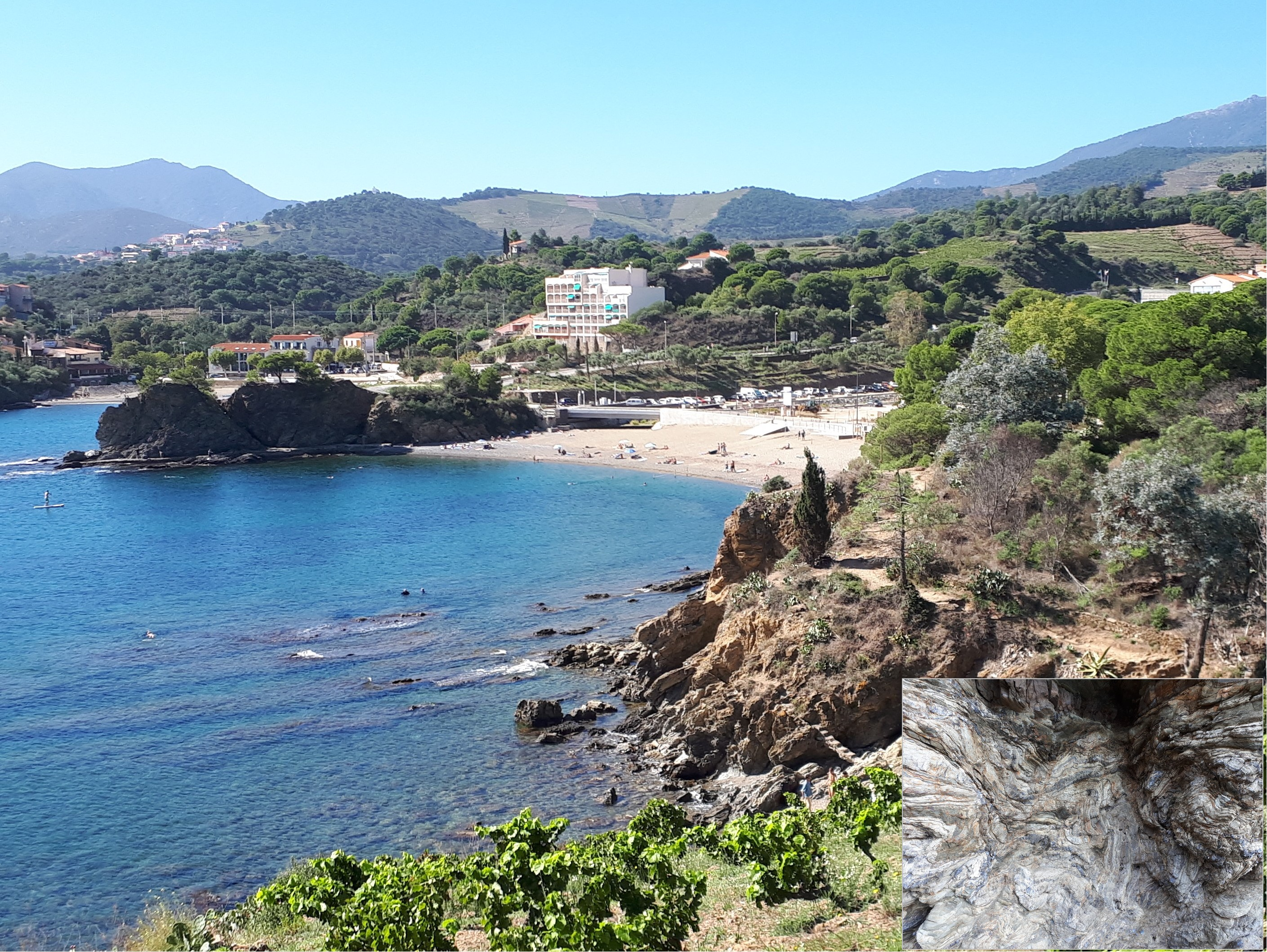
滨海巴纽尔斯的萨纳海滩

紧邻该山脉东部的是鲁西永平原和鲁西隆海岸线，也位于该省。
比利牛斯山脉形成于伊比利亚板块与欧亚板块在大约1亿至3000万年的时间内汇合时。
但该省的山区（比利牛斯山脉轴向带的部分，包括普奇马尔峰、卡尼古峰和阿尔贝拉山脉）的大部分地质构造可追溯到更古老的时期，约6亿至3亿年前（新元古代至石炭纪）。这些地层在大约3亿年前达到顶峰的华力西造山运动（或变形）期间发生了强烈变形。

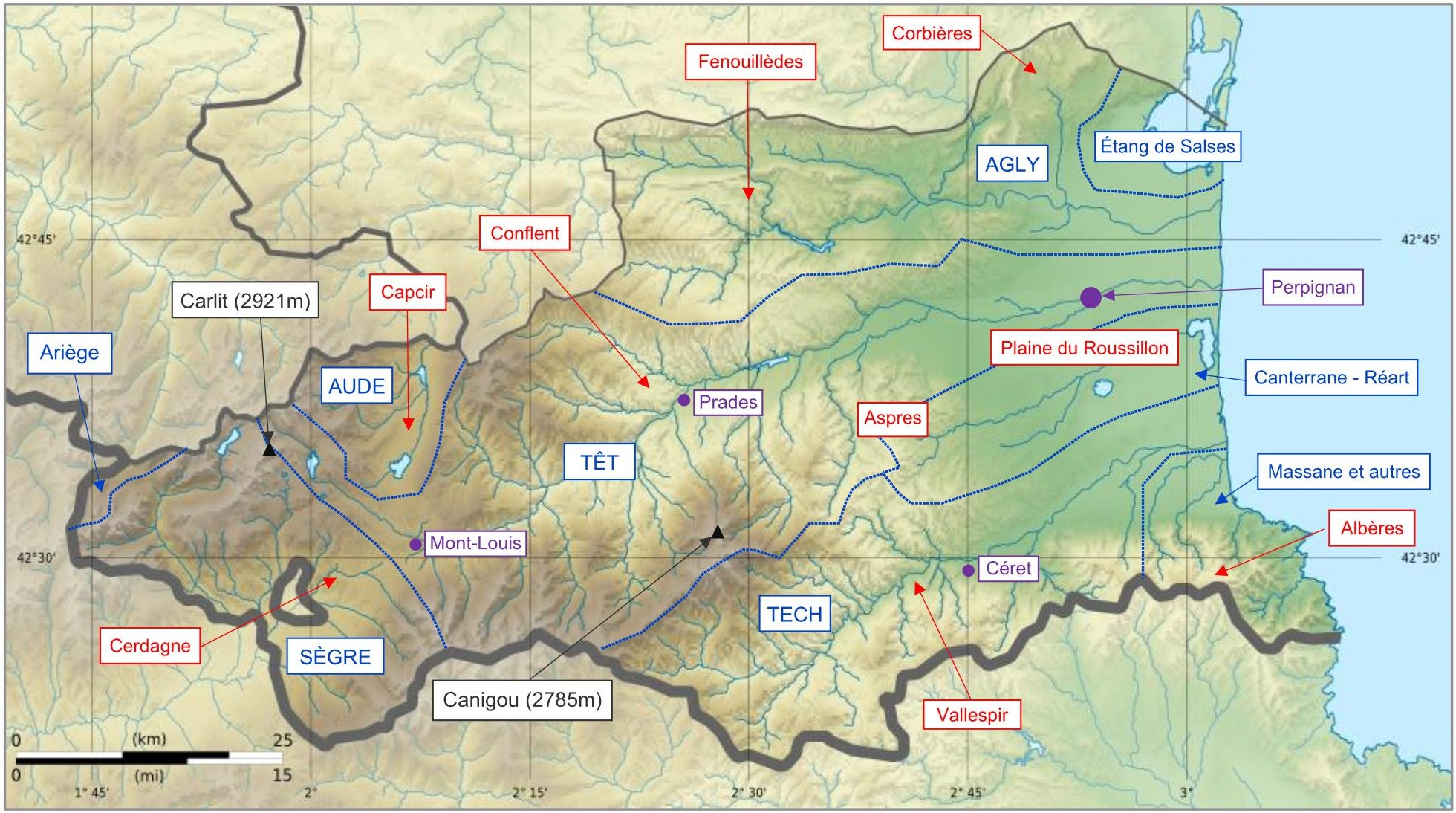
东比利牛斯省的地形构造图

在该省北部的弗努耶德和其他地区，发现了大约2亿至1亿年前的地质构造。
大约3000万年前，当一段时间的扩张和构造沉降开始时，鲁西永平原和利翁湾形成。比利牛斯山脉东部的一个类似过程导致了孔夫朗、塞尔达尼亚和卡普西尔地质盆地的形成。
在过去200万年中，由于非常寒冷的气候条件，该省许多地区的地形发生了重大变化。例如，在塞尔达尼亚和上泰特河谷，可以观察到明显的冰川侵蚀。
最高点是卡尔利特峰（2921米），但最著名的山仍然是卡尼古峰。

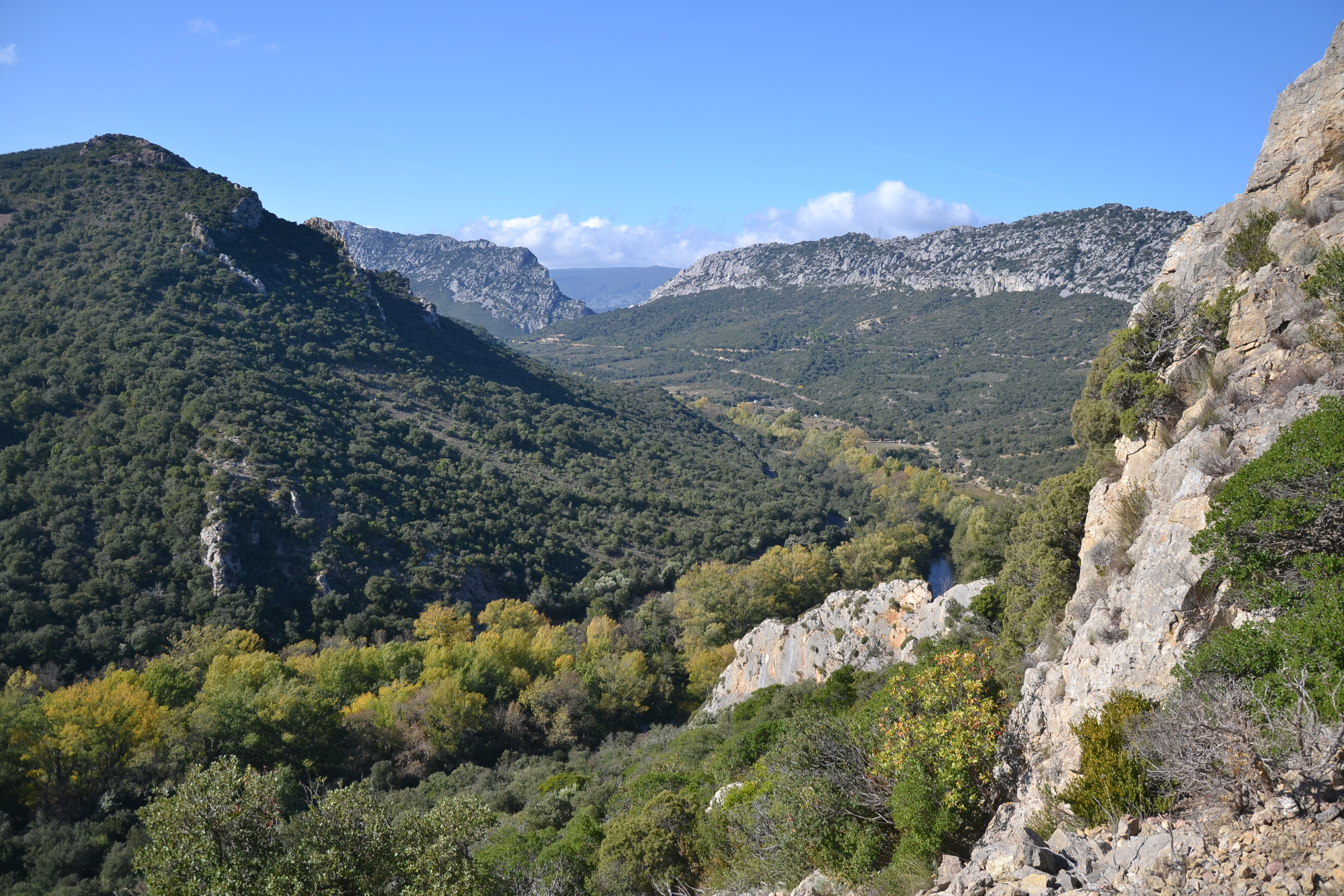
位于北部的阿格利河谷

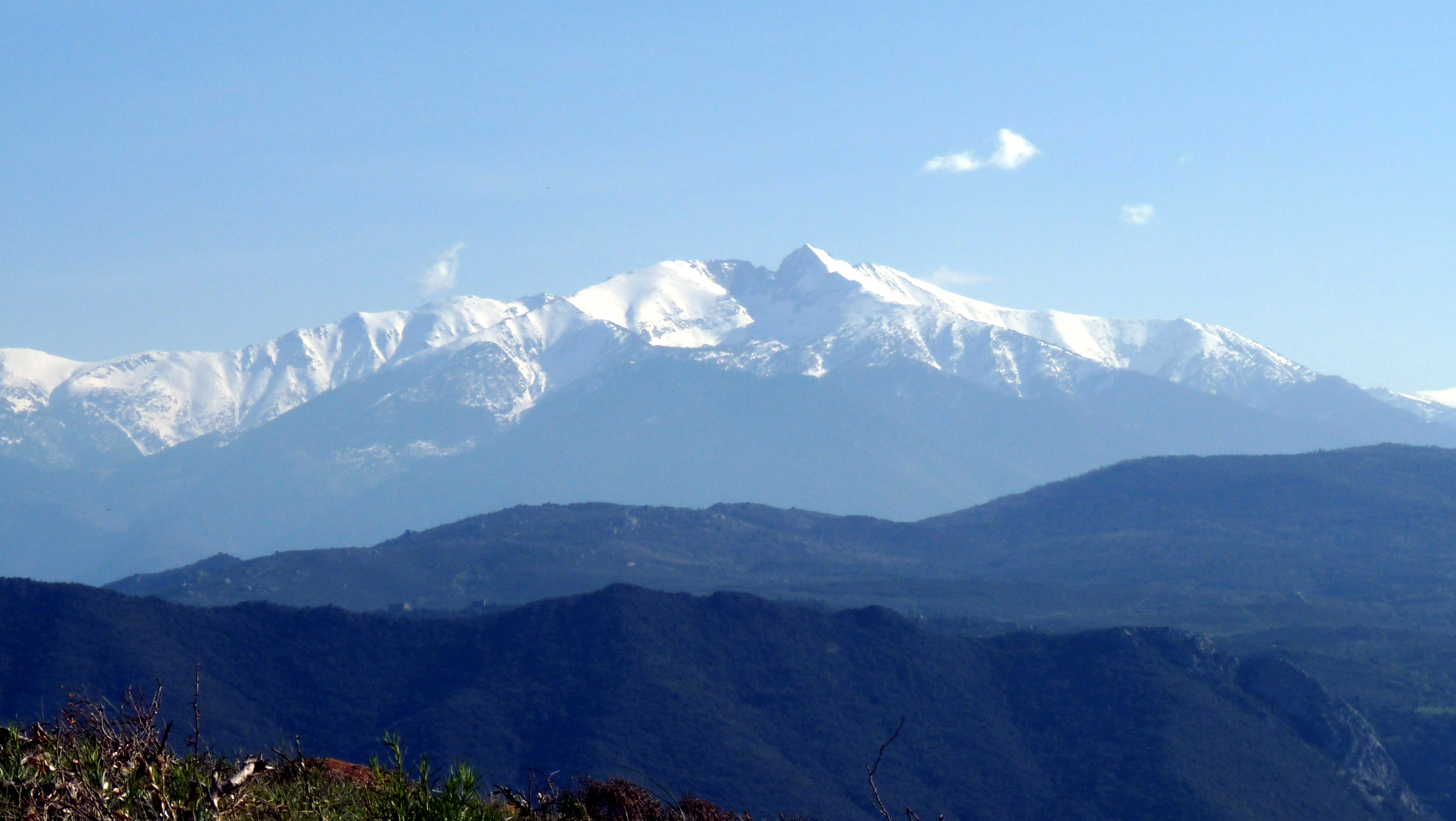
位于中部的卡尼古峰

### 水文

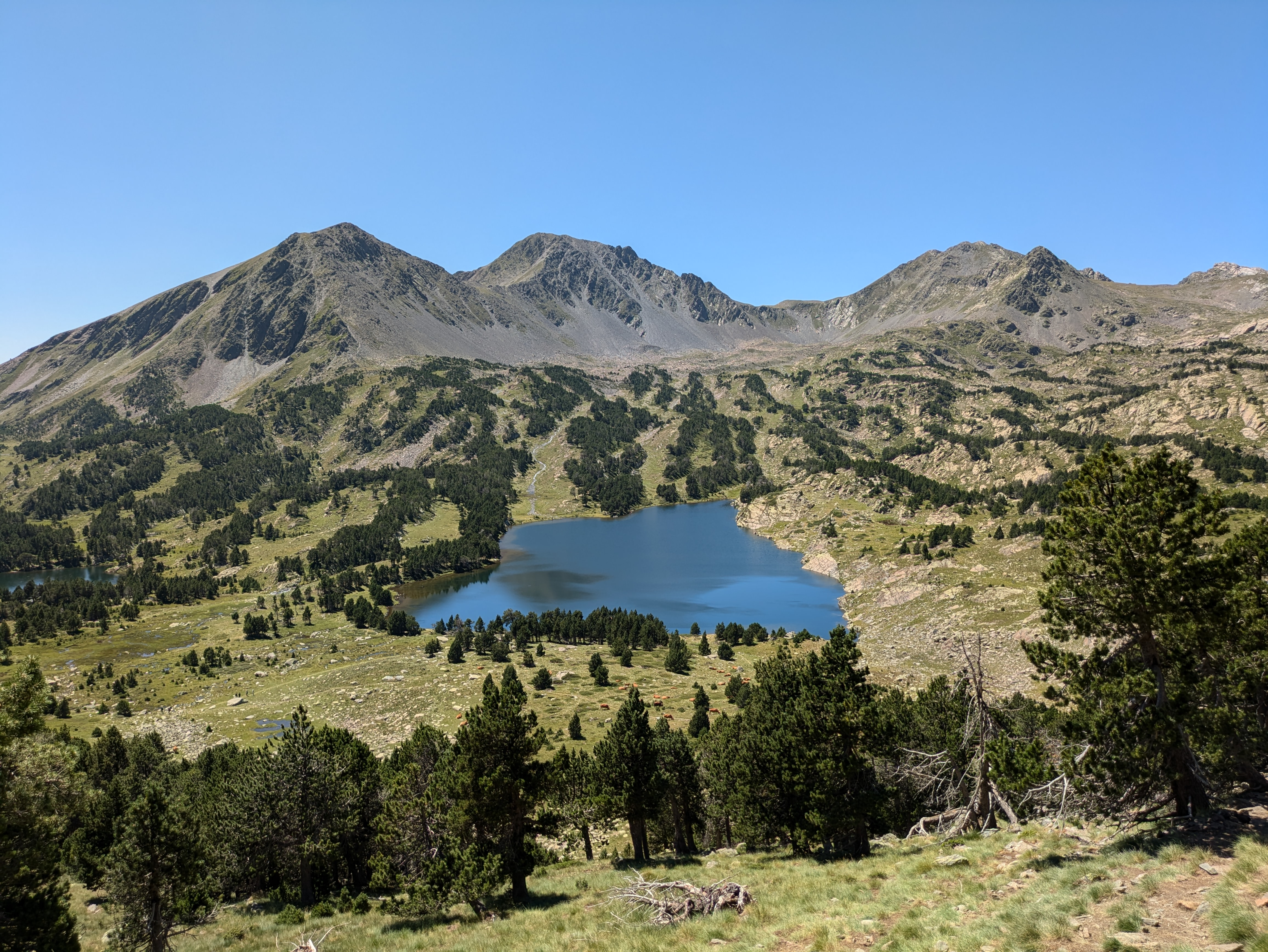
格罗斯湖，位于奥德河流域

有三条平行的河流从西向东横穿东比利牛斯省，分别是泰克河、泰特河和阿格利河。奥德河的源头也在东比利牛斯省。
塞格雷河及其支流卡罗勒河发源于法国塞尔达尼亚，随后流入西班牙，与埃布罗河汇合。

### 气候
地中海气候使冬季相对温和，平原降雪非常罕见。夏天很热。风起着重要作用，尤其是西北风（Tramontane），其速度经常超过100公里/小时。海风（腌泡汁）带来灰暗和雨水。

## 名称
在加泰罗尼亚语中，该省被称为Pirineus Orientals，在奥克语中称之为Pireneus Oriental。
1790年2月9日成立时，该地区最初被称为鲁西永省。但这个名字让人想起了旧制度的行省，因此从1790年2月26日起，它被改为东比利牛斯省。
加泰罗尼亚人给东比利牛斯省起了北加泰罗尼亚（Catalunya Nord）的名字，甚至是法属加泰罗尼亚。第一个术语是20世纪30年代由加泰罗尼亚活动家、杂志运动“我们的土地”创始人阿尔方斯·米亚斯创造的，他希望提醒人们该地区与加泰罗尼亚其他地区的历史和文化联系。选择北加泰罗尼亚、鲁西永或东比利牛斯的名称或多或少反映了对加泰罗尼亚身份的依恋。
自2007年6月19日起，总部位于巴塞罗那的加泰罗尼亚语言规范学院加泰罗尼亚语研究所（IEC）正式采用北加泰罗尼亚（Catalunya del Nord）的地名，取代原来的Catalunya Nord。
“北加泰罗尼亚”一词在2007年12月10日的东比利牛斯省议会会议上获得了首次官方承认，并批准了加泰罗尼亚语宪章。它在序言中指出，“加泰罗尼亚语诞生于一千多年前，是我们身份、遗产和东比利牛斯省（北加泰罗尼亚）财富的支柱之一”。其中，“北加泰罗尼亚”一词是用加泰罗尼亚语而不是法语书写的，并首次出现在官方文件中。
因此，它的使用现在越来越普遍，特别是在南加泰罗尼亚的游客中。

## 历史

1790年东比利牛斯省成立时覆盖的原旧行省区域

法国大革命期间，根据1789年12月22日的法律，从鲁西永行省和朗格多克的一部分（即弗努耶德）成立了东比利牛斯省。
1790年1月8日，让-格扎维埃·比罗·德皮齐（Jean-Xavier Bureau de Pusy）向制宪议会提交了一份《关于王国新划分的总结报告》，并附上了一份《按照劳动秩序划分的省份表》，其中他建议“鲁西永通过朗格多克的一次小割让而扩大”，形成一个省“结束比利牛斯山脉”。这样一个只有“两百（平方）里格”面积的省规模小是合适的；但它的理由是“它的物理位置不允许它在不与决定（王国）划分为省的动机发生明显矛盾的情况下扩张”。“事实上，”他继续说道，“鲁西永在南部以比利牛斯山脉为界，在西部被几乎无法沟通的山脉隔开；在北部，它与朗格多克被另一条山脉隔开，其东部边界以地中海为界。”
2月9日，国民制宪议会通过了一项“特别法令”，设立了以佩皮尼昂市为首府的“鲁西永省”，并分为三个“专区”，分别以佩皮尼昂、塞雷和普拉德为区府。
2月26日，它在其“一般法令”中重申了这一点，即《将王国划分为83个省法令》，其中第二编第65条设立了东比利牛斯省，以佩皮尼昂为首府和议会所在地，并分为三个专区，分别以佩皮尼昂、塞雷和普拉德为区府。
经1790年3月3日的专利特许证批准，这项一般法令成为1790年2月26日至3月3号的法律。
有两个日期可以更好地了解该省的历史：
1258年，《科贝伊条约》确定了法兰西王国和阿拉贡王国之间的边界，在科比耶尔山脉，弗努耶德离开了阿拉贡王国的影响区，而鲁西永和整个加泰罗尼亚一样留在阿拉贡。目前该省的居民属于两个不同的文化区域，讲两种密切相关的语言，即鲁西永的加泰罗尼亚语、孔夫朗、瓦莱斯皮尔和塞尔达尼亚以及弗努耶德的奥克语。
1659年：根据比利牛斯条约，鲁西永和塞尔达尼亚的一部分被西班牙割让给法国王室，但利维亚飞地除外。1258年的政治边界成为法兰西王国两个省之间的边界。
尽管1790年成立了省，但两个实体之间的差异仍然存在。加泰罗尼亚人使用贬义词gavatxos（Gabacho）来指代弗努耶德和奥德河的居民。事实上，这个词在西班牙仍然以Gavatx（加泰罗尼亚语）和Gabacho（卡斯蒂利亚语）的形式广泛使用。Gavatx可以被比作法语中的Boche一词。但它指的是法国人。它仍然存在，因为上一次入侵西班牙是在拿破仑战争期间。在东比利牛斯省的加泰罗尼亚语部分，这个词失去了其侵略性的内涵，变成嘲讽语，更类似于法国人使用的franchouillard，或他们用来指代德国人的Teuton（条顿）一词。
1793年4月，西班牙王国希望收回其以前的领地，率领军队入侵该省，但13个月后，法国在鲁西永战争中夺回了该省。
19世纪，东比利牛斯省是最亲共和派的省之一。弗朗索瓦·阿拉戈（François Arago）是一位出生于埃斯塔热勒的政治家和学者，他就是象征。
2016年1月1日，该省所属的朗格多克-鲁西永大区与南部-比利牛斯大区合并，成为新的奥克西塔尼大区。
2024年，就改变东比利牛斯省的名称进行了磋商。然后，省议会将向省政府提出选定的名称。

## 政治

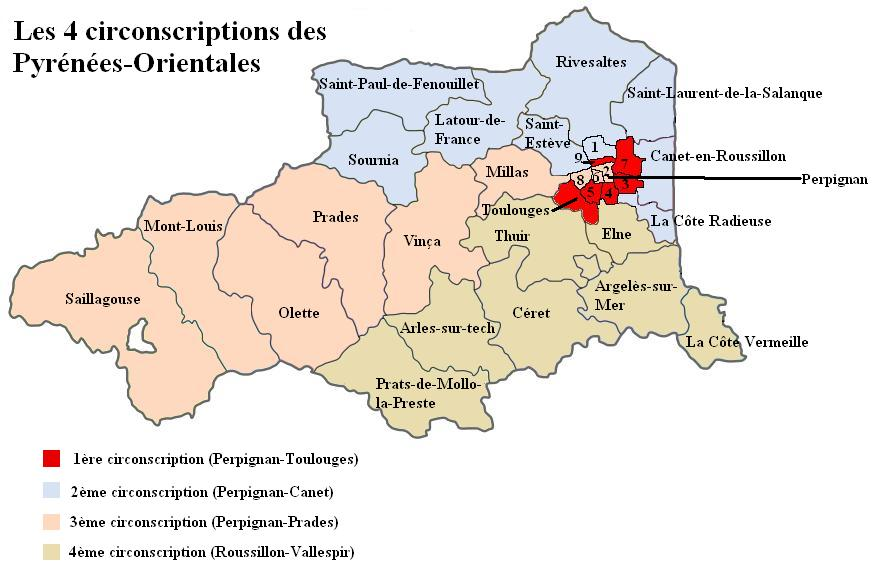
东比利牛斯省的四个选区

东比利牛斯省的立法机构是东比利牛斯省议会，一共有34名省议员。其中18席为中左翼议员（社会党、绿党、法国共产党、左派激进党……）省议会主席是埃尔默丽娜·马勒布，她从2010年担任主席至今。东比利牛斯省一共有4个选区。

## 经济
该省的经济传统上以农业为基础，主要是树木栽培（许多桃园、杏园和樱桃园）、市场园艺（特别是沙拉、朝鲜蓟）和葡萄栽培。在这一领域，东比利牛斯省以大量生产VDN（天然甜葡萄酒）而闻名，有四个著名的产区：巴纽尔斯、莫里、里韦萨尔特、里韦萨尔特麝香，更不用说在蒂尔酒窖中生产的Byrrh了。这里也生产许多AOC干型葡萄酒，特别是红葡萄酒，其中科利尤尔产区无疑是最著名的。
几十年来一直在衰退的畜牧业似乎找到了新的活力，特别是养牛业（加泰罗尼亚比利牛斯山的IGP罗塞和加泰罗尼亚比利牛斯的韦代勒小牛肉生产）。
有机农业在东比利牛斯省收到认可，因为该省近10%的谷仓现在被转换为这种环保生产方法。
然而，应当指出，除季节性工人外，只有8000多人以农业为生。工业企业数量很少，不能为该省提供足够的资源，因此该省的失业率很高（超过劳动力的15%）。大多数人口在第三部门工作（行政、服务、分销、旅游等）。1999年人口普查提供了以下行业分配数字：
- 农业：8227；
- 工业：10389；
- 建筑业：8460；
- 第三产业：97673。

2022年，该省的贫困率为20.70%。

## 人口
2022年，该省有492,964名居民，与2016年相比增长了+3.92%（法国不包括马约特：+2.11%）。佩皮尼昂市（122,000人）拥有超过四分之一的人口，包括郊区人口则超过一半。它是唯一一个重要的城市，只有鲁西永地区卡内、圣埃斯泰沃、圣西普里安、滨海阿热莱斯、皮亚、卡贝斯塔尼和圣洛朗德拉萨朗克等城市的居民超过10000人。其他重要城市包括里沃萨尔特、邦帕斯、蒂尔、塞雷、埃尔讷、勒索莱、普拉德和图卢日，每个城市有6500至10000名居民。佩皮尼昂区2022年有295,776名居民，是该省居民最多的地区。另外两个区，塞雷区和普拉德区，分别有136,277名居民和60,911名居民。
按年龄组的分布显示，60岁及以上的人数相对较多（占人口的29%，而整个法国为21.3%）。
人口老龄化导致死亡率高于出生率。然而，由于净移民明显为正，人口几十年来一直在稳步增长。该省特别吸引退休人员，因为其宜人的气候导致人口增长和老龄化。

### 移民
2023年，东比利牛斯省有50,549名外来移民，占该省总人口的10.53%。

## 文化

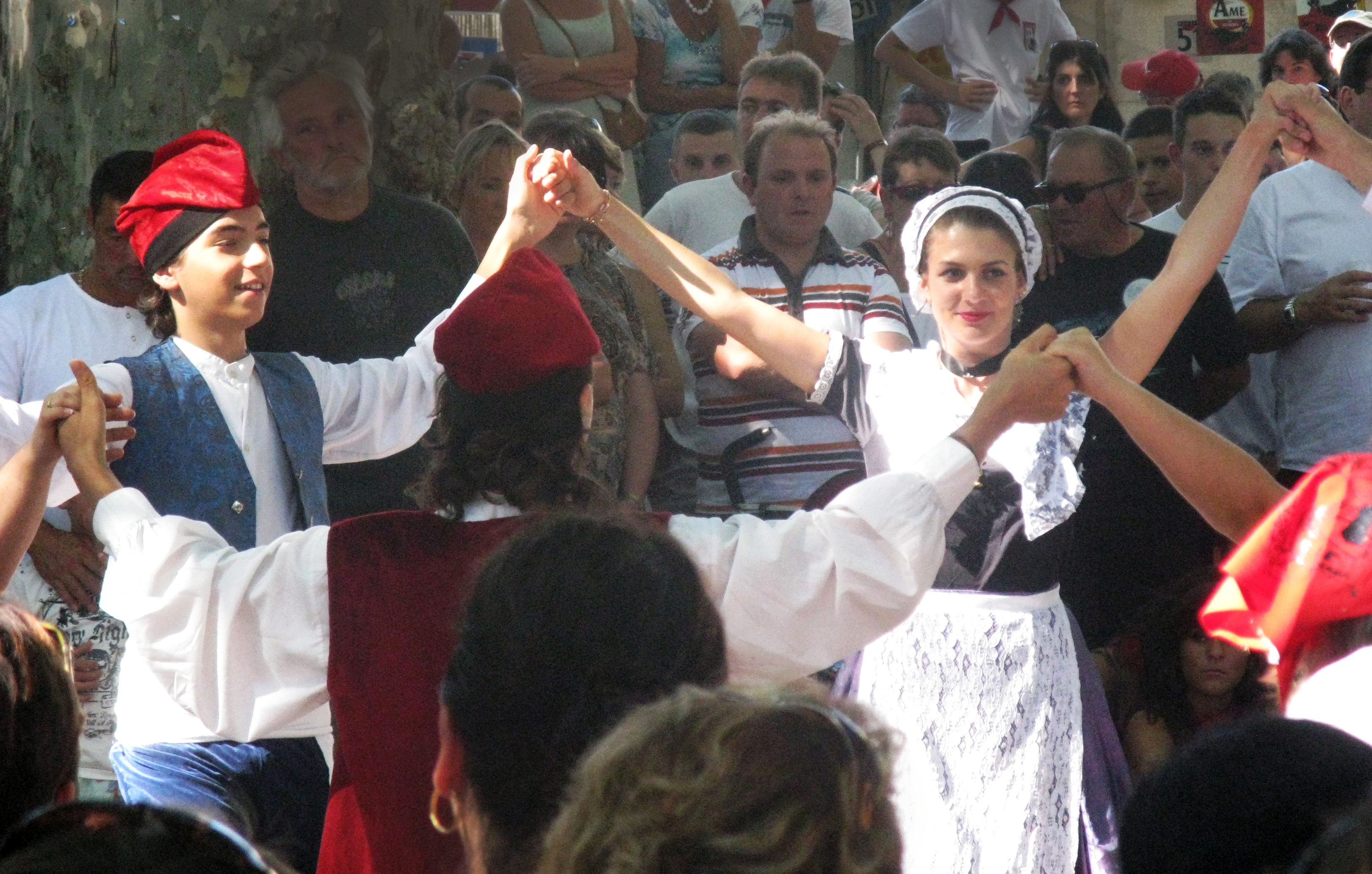
位于米亚斯的萨尔达纳舞

该省大部分地区在历史上都是加泰罗尼亚文化，但北部的弗努耶德地区除外，该地区是奥克文化。法语是该省的通用语言，但据估计，四分之一的人口会说加泰罗尼亚语。
根据阿贝尔·雨果（Abel Hugo）的说法，1835年，加泰罗尼亚语是鲁西永人唯一使用的语言。
历史上，法国将法语作为唯一的使用和教育语言。1700年，路易十四的一项法令禁止在公共事务中使用加泰罗尼亚语，否则将无效，因为“这种使用令人反感，在某种程度上违背了我们的权威，违背了法兰西民族的荣誉，甚至违背了上述地区（鲁西永、孔夫朗和塞尔达尼亚）居民的意愿，他们在任何情况下都表现出比我们的前臣民对我们更多的热情和感情。”在20世纪，许多加泰罗尼亚人鼓励他们的孩子只说法语。他们并不总是把加泰罗尼亚语传输给他们，因为担心这会损害他们对国家语言的掌握。直到1951年，根据戴克索纳法，加泰罗尼亚语才被允许在学校教授。
目前，与许多其他地区语言相比，加泰罗尼亚语仍然存在。
许多受欢迎的聚会（aplec）在该省举行，传统舞蹈非常受欢迎，尤其是萨尔达纳舞。每年在普拉德举行的是加泰罗尼亚夏季本科（Universitat Catalana d‘Estiu）。加泰罗尼亚语也在小学、中学和学院、本科以及以加泰罗尼亚语和法语的双语学校教授（直到今天，没有得到当局的大力支持）。
在20世纪，加泰罗尼亚语的衰落是持续的（就像所有其他地区语言一样）。最近的一些因素，如加泰罗尼亚南部的良好经济状况和巴塞罗那-佩皮尼昂TGV的到来，可能会扭转这一趋势。在2007年12月10日的会议上，东比利牛斯省议会批准了有利于加泰罗尼亚语的宪章。这是领土集体第一次采取这种立场。

### 绘画
亚森特·里戈（Hyacinthe Rigaud）在离开路易十四的宫廷之前来自佩皮尼昂（Perpignan），他是鲁西永画家中最著名的人物。他的君主和贵族肖像可以在欧洲所有博物馆找到，也可以在佩皮尼昂的同名博物馆找到。
阿里斯蒂德·马约尔（Aristide Maillol）也出生在滨海巴纽尔斯，他最初是一名画家，后来以著名的加泰罗尼亚女性主题雕刻。你可以参观他在巴纽尔斯的工作室博物馆，欣赏他在省内（佩皮尼昂、巴纽尔斯）的许多作品，尤其是在巴黎的杜伊勒里花园和马约尔博物馆。
20世纪初，几位伟大的画家来到东比利牛斯省，要么住在塞雷，要么住在科利尤尔。野兽派在很大程度上诞生于科利尤尔，亨利·马蒂斯和安德烈·德兰居住的地方。
立体主义在塞雷发展，巴勃罗·毕加索和乔治·布拉克从1911年开始经常光顾。塞雷现在是塞雷现代艺术博物馆的所在地，由皮埃尔·布吕内于1950年创建。
西班牙内战和独裁者佛朗哥上台后，一些西班牙共和派艺术家在该省永久定居，如画家和雕塑家马诺洛·巴连特，他成为滨海巴纽尔斯的重要人物。
萨尔瓦多·达利（Salvador Dalí）也受到加泰罗尼亚北部魅力的启发，创作了佩皮尼昂火车站（Gare de Perpignan）等绘画作品，他说这是“宇宙的宇宙中心”。
拉乌尔·杜菲（Raoul Dufy）和乔治·德·蒙弗雷德（Georges de Monfreid）也曾居住在东比利牛斯省，并在当地创作作品。里戈博物馆（Musée Rigaud）为他们举办了回顾展，突出了他们在东比利牛斯省的逗留。
20世纪，马丁·维韦斯（Martin Vivès）、德尔福（Delfau）、路易斯·鲍西尔（Louis Bausil）和埃蒂安·泰吕（Étienne Terrus）等当地画家也开始崛起。
当代艺术也有著名的当地人物，如罗热·科姆·埃斯特夫（Roger Cosme Esteve）、卡罗琳·卡瓦利耶（Caroline Cavalier）的绘画和米扬·加拉亚尔德（Millan Garayalde）的雕塑。

### 电影
由于蒙彼利埃的朗格多克-鲁西永电影委员会，东比利牛斯省是拍摄电影的特权场所，特别是自2000年代以来。
自20世纪20年代以来，佩皮尼昂拥有丰富的电影爱好者文化，拥有悠久的电影俱乐部历史和众多放映室。
让·维戈协会是法国一个独特机构，用于保护、培训和促进电影文化。
自1981年以来，该省还举办了法国最重要的短片节之一，卡贝斯塔尼国际短片节，为业余或半专业导演提供了传播其作品的机会。

### 摄影
国际摄影新闻节Visa pour l'image（画像签证）每年在佩皮尼昂举行，展览是免费的，在城市的象征性建筑中举行，如庞斯酒店或米尼姆修道院。

### 音乐
当地传统的舞蹈有萨尔达纳舞和加泰罗尼亚伦巴。
许多艺术家来自该省，其中包括卡利或帕斯卡尔·科姆拉德，这是当地流行音乐场景的标志，至今仍很丰富。此外，Al Chemist是该省的头牌乐队，由歌手于格·迪弗朗切斯科领导了15年。
帕乌·卡萨尔斯和德奥达·德·塞弗拉克长期居住在东比利牛斯省。
自1950年以来，巴勃罗·卡萨尔斯音乐节（古典音乐节）每年都在普拉德和该省的各个地方举行，包括屈克萨的圣米歇尔修道院。
自2007年以来，汹涌音乐节（流行音乐）每年举行一次，首先在滨海阿热莱斯的瓦尔密城堡举行，然后从2021年起在塞雷举行，从2023年起在勒巴尔卡雷斯举行。
自2009年以来，电子海滩音乐节（电子音乐）每年在勒巴尔卡雷斯举行。

## 旅游

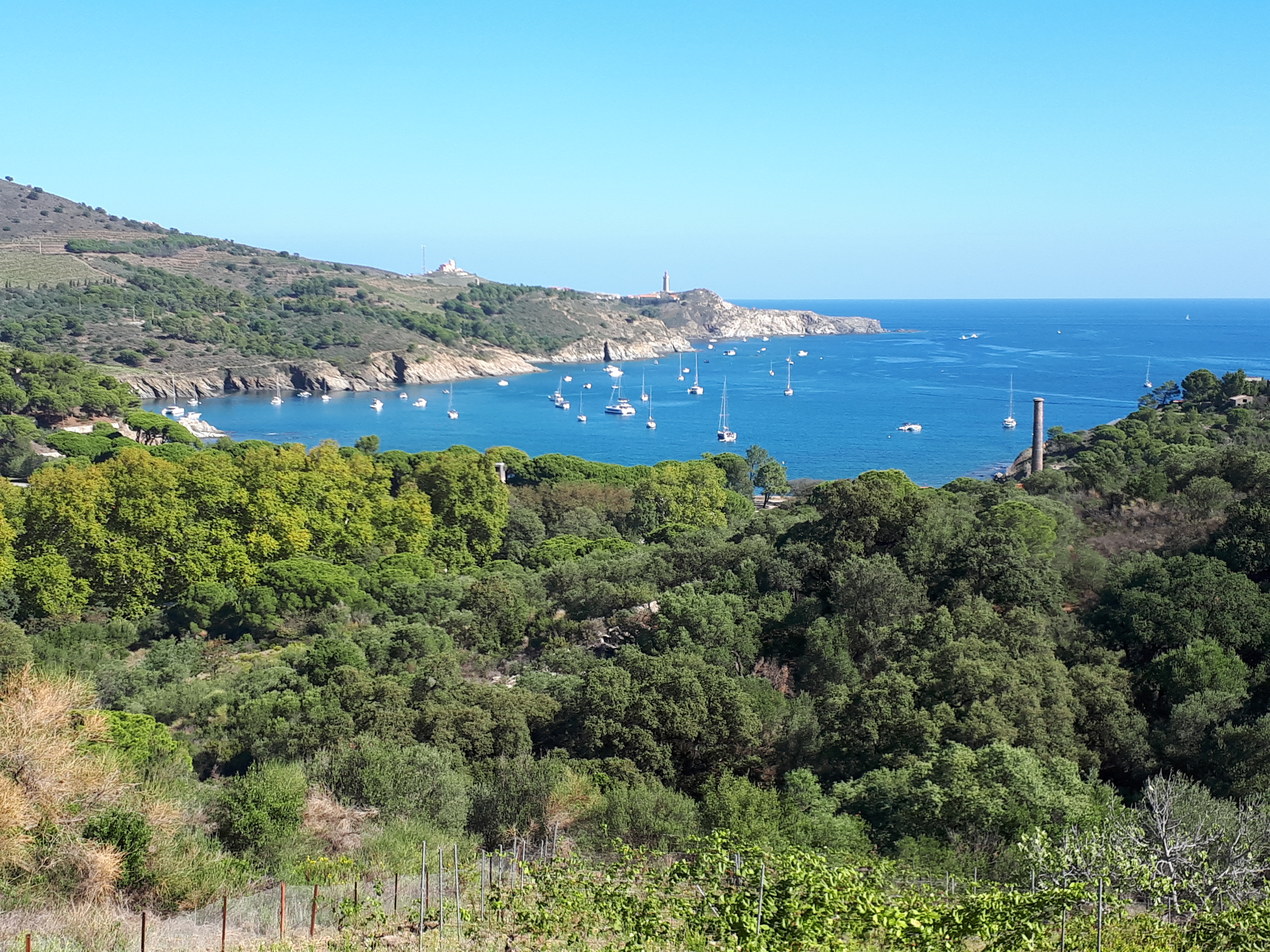
位于东比利牛斯省东南部沿海的保利耶海湾

20世纪60年代，朗格多克-鲁西永加快了旅游业的发展，以实现大众旅游。
自20世纪70年代以来，东比利牛斯省的旅游业发展了很多。一方面，比利牛斯山脉靠近许多徒步小径和滑雪胜地，另一方面靠近地中海。该省的海岸线分为两部分：
该省的东南部，韦尔梅耶岩石海岸吸引了许多游客，包括旺德尔港、科利尤尔、滨海巴纽尔斯和塞贝尔等城镇。这些是典型的城镇，街道狭窄、鲜花盛开、色彩鲜艳。葡萄树生长在比利牛斯山向海倾斜的斜坡上的梯田上。
该省的东北部是多沙的加泰罗尼亚海岸，拥有鲁西永地区卡内、滨海阿热莱斯、圣西普里安和勒巴尔卡雷斯等海滨度假胜地，拥有许多营地和许多酒店，被长长的沙滩所吸引。该省旅游景点较多，且设备齐全；它拥有许多登山、峡谷（自然和人工）以及欧洲最大的卡丁车赛道：鲁西永赛道。

### 文化遗产
- 佩皮尼昂的马约卡王宫
- 埃梅·吉拉尔球场，橄榄球球场
- Sant Vicens，陶瓷艺术工作室
- 塞雷现代艺术博物馆
- 拉加尔德要塞，位于普拉茨德莫约-拉普雷斯特
- 卡布伦斯塔，位于塞拉隆格
- 巴泰尔塔，位于科尔萨维
- 圣玛丽修道院，位于泰克河畔阿尔勒
- 科利尤尔皇家城堡
- 瓦尔密城堡，位于滨海阿热莱斯
- 奥布里城堡，位于塞雷
- 保利耶的生态保护区
- 塞贝尔-巴纽尔斯的海洋自然保护区
- 塞尔达涅线
- 加泰罗尼亚比利牛斯山地区自然公园，位于孔夫朗[13]
- 屈克萨的圣米歇尔修道院
- 卡尼古的圣马丁修道院
- 阿拉戈洞穴的史前遗迹
- 萨尔斯要塞
- 埃尔讷的瑞士母亲
- 阿格利湖

## 体育
橄榄球在该省占有重要地位。作为联盟式橄榄球（13人制）的一部分，加泰罗尼亚龙队（主场位于佩皮尼昂）自2006年以来一直在联盟式橄榄球超级联赛中比赛。为了证明其对纪律的承诺，该省于2019年获得了金联盟奖（荣誉XIII类）。该省的一些俱乐部也是法国橄榄球锦标赛的一部分。我们可以引用加泰罗尼亚圣埃斯特夫橄榄球俱乐部和帕洛野马俱乐部，这些俱乐部位于一个只有3500居民的村庄帕洛代勒维德尔，在2010年代末在一级精英联赛中比赛。
橄榄球（15人制）在该省的体育事业中也占有重要地位，特别是在1911年至2014年法国橄榄球联赛（顶级14队）和2014年至2018年的法国橄榄球职业二级联赛中，共获得过七届法国冠军的USA佩皮尼昂队。自2023年以来，俱乐部再次进入法国橄榄球联赛。

### 书籍
- Claude Delmas, Disparition du département des Pyrénées-Orientales, Perpignan, Libre d'Arts, 2016 (ISBN 9782914640992).
- Jean Sagnes (编), Le pays catalan, 第一部, Pau, Société nouvelle d'éditions régionales, 1983, 573页. (ISBN 2904610014)
- Jean Sagnes (编), Le pays catalan, 第二部, Pau, Société nouvelle d'éditions régionales, 1985, 1133页. (ISBN 2904610014)
- Michel Cadé, Guerre et révolution en Roussillon 1793-1795, Perpignan, Direction des Services d'Archives, 1990, 255页. (ISBN 2860660208)
- Michel de La Torre, Pyrénées-Orientales : Le guide complet de ses 224 communes, Paris, Deslogis-Lacoste, « Villes et villages de France »系列, 1990 (ISBN 2-7399-5066-7)
- Lluís Basseda, Toponymie historique de Catalunya Nord, 第一部, Prades, Revista Terra Nostra, 1990, 796页